# Deutscher Fotobuchpreis
Der Deutsche Fotobuchpreis ist ein Wettbewerb, bei dem von einer Jury die besten Fotobücher des deutschsprachigen Raumes gekürt werden. Der Wettbewerb wurde 1975 als Kodak Fotobuchpreis in Zusammenarbeit mit dem Börsenverein des Deutschen Buchhandels und dem Landesgewerbeamt Stuttgart gestartet und fand bis 2003 unter diesem Namen jährlich statt. Seit 2003 und nach dem Rückzug der Kodak AG als Sponsor und Namensgeber wird der Preis unter dem Namen „Deutscher Fotobuchpreis“ weitergeführt.
Veranstalter war bis 2016 der Landesverband Baden-Württemberg e. V. des Börsenvereins des Deutschen Buchhandels. Im März 2016 wurde bekannt gegeben, dass die Vergabe des Preises bis auf Weiteres ausgesetzt werde. Nach einjähriger Pause fand sich eine neue Veranstalterin: die Hochschule der Medien Stuttgart. Bei der Ausrichtung des Wettbewerbs wird die Hochschule von einer hochkarätigen und unabhängigen Jury unterstützt.
Prämiert werden besondere Leistungen von Autoren, Fotografen und Herausgebern im Fotobuchbereich. Neben Verlagen steht der Wettbewerb auch Fotografen und Fotodesignern offen zur Beteiligung. Teilnahmeberechtigt sind Fotobücher von Verlagen aus dem deutschsprachigen Raum (also auch aus der Schweiz, Österreich, Südtirol), die in einem bestimmten Zeitraum erstveröffentlicht wurden und noch nie am „Deutschen Fotobuchpreis“ teilgenommen haben. Die teilnehmenden Bücher müssen lieferbar und im Handel erhältlich sein.
Ab dem 2017 ausgetragenen Wettbewerb sind auch Unternehmen, Eigenverlage und Studierende eingeladen, sich zu beteiligen. Hierfür wurden eigens die Kategorien „Corporate Books“, „Self Publishing“ und „Studentische Projekte“ geschaffen.
Die prämierten Arbeiten werden seit 2011 jährlich im Rahmen einer Sonderausstellung im Forum für Fotografie in Köln präsentiert.